# Auto-Union-Rennwagen

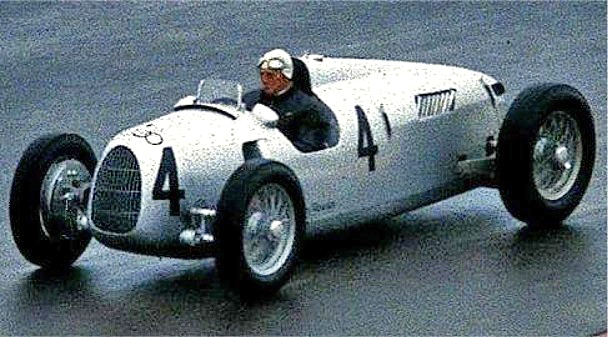
Auto Union Typ C

Die Auto-Union-Rennwagen (Grand-Prix-Wagen Typ A bis D) kamen zwischen 1934 und 1939 bei national und international bedeutenden Rennveranstaltungen zum Einsatz. Die in Zwickau im Werk Horch der Chemnitzer Auto Union AG entwickelten Fahrzeuge basierten auf einem Rennwagenprojekt des Stuttgarter Konstruktionsbüros von Ferdinand Porsche. Die stromlinienförmige Karosserie des Auto Union Typ B wurde von Paul Jaray entworfen.

## Entstehung und Entwicklung
Ende 1932 begannen in Stuttgart bei der Dr. Ing. h.c. F. Porsche GmbH, Konstruktion und Beratung für Motore und Fahrzeuge die Vorbereitungen für einen Grand-Prix-Rennwagen nach der im Oktober von der AIACR für 1934 beschlossenen 750-kg-Formel. Diese Formel besagte, dass das Gewicht des Wagens ohne Fahrer, Kraftstoff, Öl, Wasser und Reifen 750 kg nicht überschreiten durfte. Ferdinand Porsche arbeitete möglicherweise zunächst ohne Auftrag eines Herstellers. Gegebenenfalls wollte er das Fahrzeug in eigener Regie herstellen und auch einsetzen. Abweichend davon gibt es Berichte, die Wanderer-Werke hätten im Herbst 1931 Porsche vertraglich beauftragt, einen Wanderer-Rennwagen zu entwickeln. Nach der Übernahme der Wanderer-Automobilsparte durch die im Sommer 1932 gegründete Auto Union AG habe diese den Vertrag übernommen. Angesichts der Weltwirtschaftskrise sei jedoch zunächst nicht an die Verwirklichung des Plans gedacht gewesen.

### Vom P-Wagen zum Auto Union Typ C

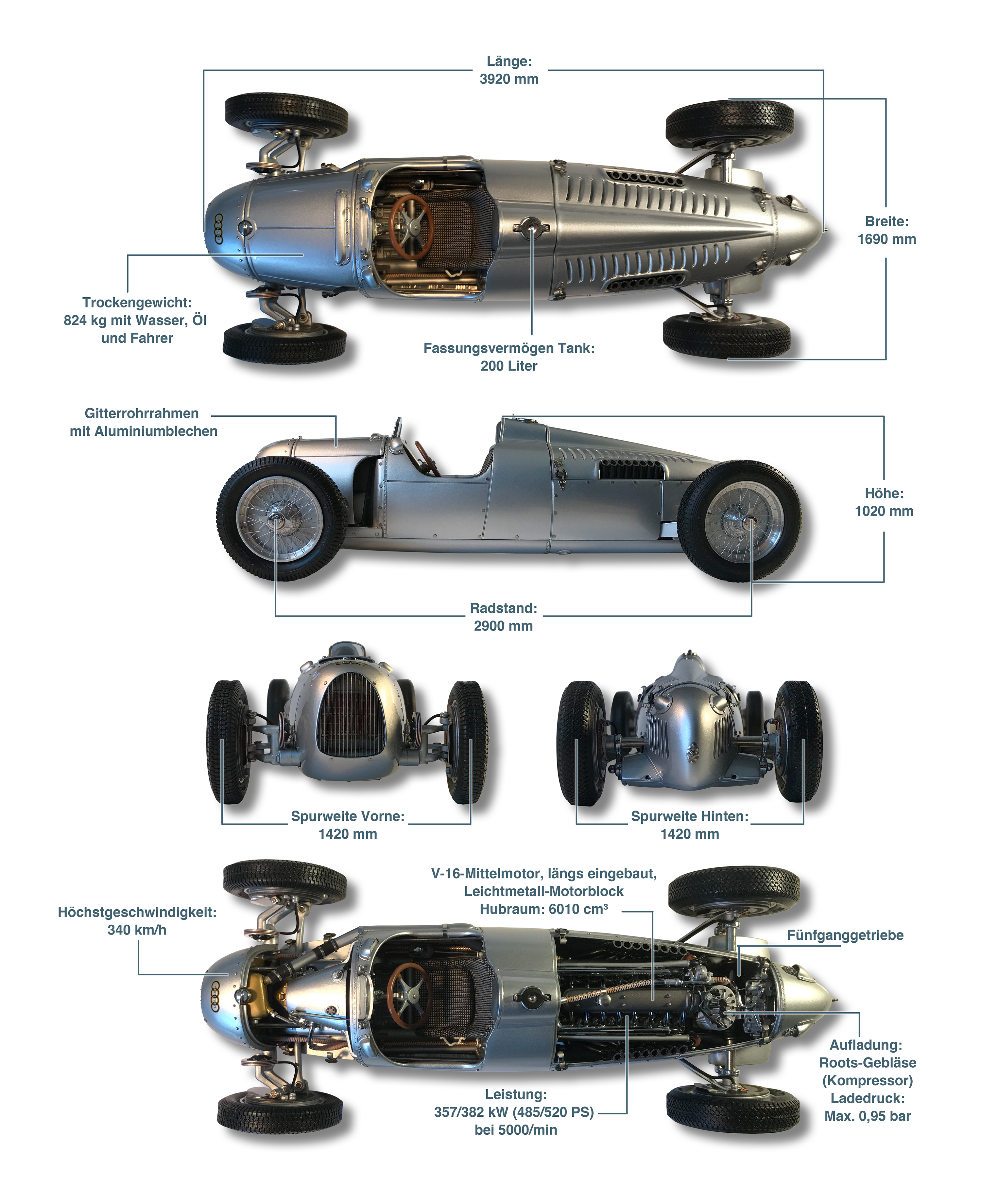
Technische Informationen zum Auto Union Typ C

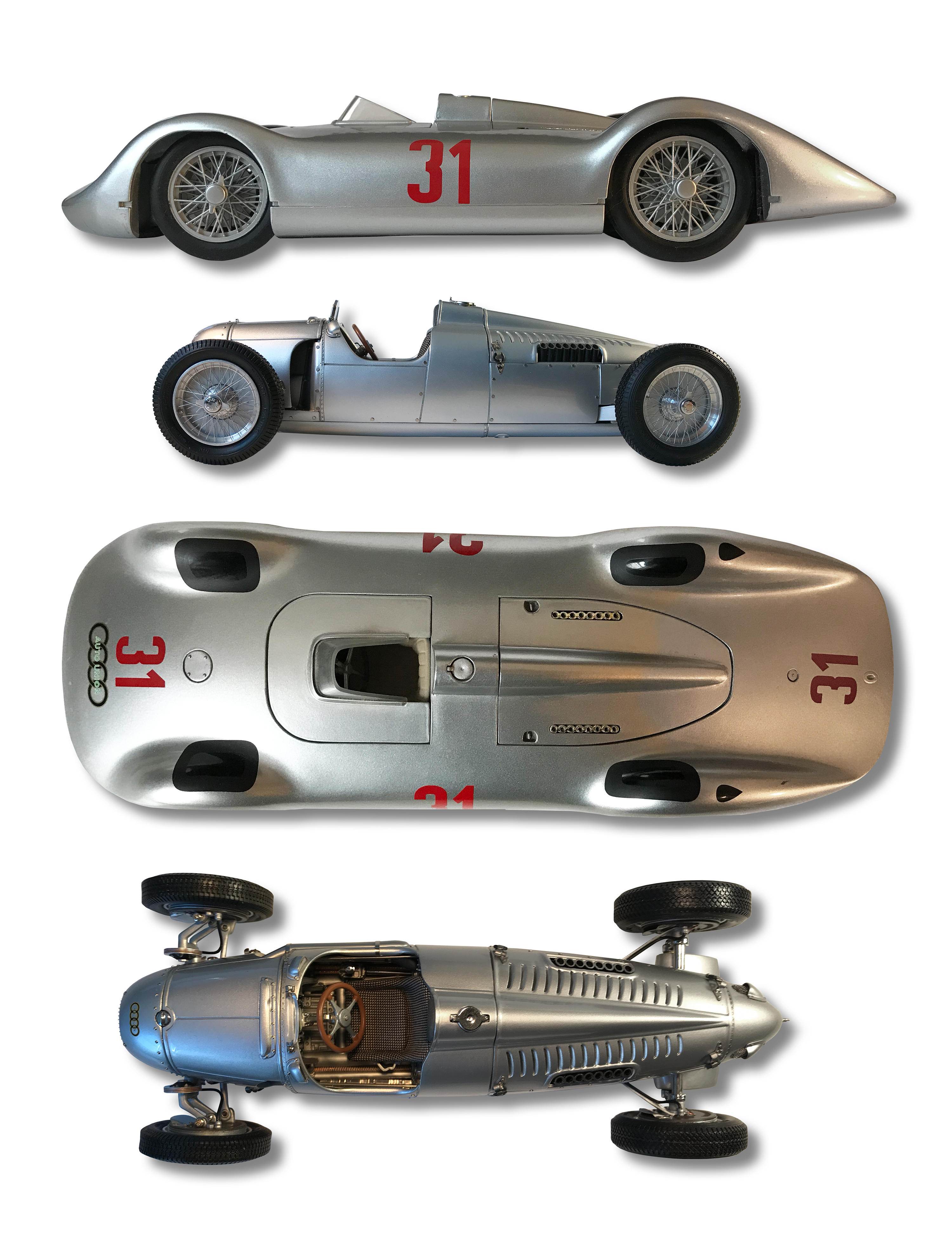
Der Auto Union Typ C „Stromlinie“ im Vergleich zum Basisfahrzeug

Um wegen der begrenzten Mittel das finanzielle Risiko für sein eigenes Konstruktionsbüro gering zu halten, gründete Porsche am 8. November 1932 zusammen mit seinem Geschäftsführer Adolf Rosenberger die Hochleistungsfahrzeugbau GmbH (HFB). Einziger Zweck der Gesellschaft war die Verwertung des Rennwagenprojektes (P-Wagen, P stand für Porsche) und zwar von der Konstruktion über den Bau bis hin zur Einsatzreife und Rennbeteiligung. Wenige Tage nach Veröffentlichung der neuen Rennformel fixierte Porsche mit den Mitarbeitern seines Stuttgarter Konstruktionsbüros die Eckpunkte für die Entwicklung des Rennwagens: Sechzehnzylinder-V-Motor mit 4,4 l Hubraum und Aufladung durch ein Roots-Gebläse (Kompressor). Aus dem Protokoll zur Arbeitsvorbereitung vom 11. März 1933 in Zwickau geht hervor, dass Karl Rabe sämtliche Einzelzeichnungen zu dem Wagen vorlegte. Den V-16-Motor sollte Josef Kales konstruieren, während Rabe für das Fahrwerk verantwortlich zeichnete. 1933 übernahm die Auto Union für 75.000 Reichsmark den P-Wagen-Entwurf. Erste Fahrversuche wurden im Winter 1933/34 auf dem Nürburgring, auf der AVUS in Berlin und dem Autodromo Nazionale Monza durchgeführt.
Die Grundkonstruktion des Wagens blieb bei der weiteren Entwicklung erhalten: Anfangs (1934) leistete der V16 295 PS bei 4,4 l Hubraum (Typ A), bereits 1935 wurden aus 5 l Hubraum 373 PS (Typ B) und 1936 aus 6 l Hubraum 520 PS (Typ C) erzielt. Über das Fünfganggetriebe im Heck des Wagens und das zwischen Motor und Hinterachse liegende Differenzial wurden die Hinterräder angetrieben. Hinter dem Fahrer war der wie ein auf dem Kopf stehendens „U“ geformte 280-l-Tank eingebaut, gefolgt von Motor, Differenzial und Hinterachse. Während der Rennen änderte sich das Fahrverhalten durch die Entleerung des Tanks nur unwesentlich, da er im Schwerpunkt in der Mitte des Wagens lag.
1934 hatte der Motor eine aus einem Stück geschmiedete, in Bleibronze-Gleitlagern gelagerte Kurbelwelle, die 1936 durch eine mehrteilige rollengelagerte mit Hirth-Verzahnung ersetzt wurde. Eine zwischen den Zylinderbänken angeordnete Nockenwelle steuerte die Einlassventile über Schlepphebel unmittelbar und die an den Außenseiten der Zylinder liegenden Auslassventile über Schlepphebel, Stoßstangen und Kipphebel. Nockenwelle, Kompressor und die beiden Zündmagnete wurden von einer senkrecht stehenden Königswelle angetrieben. Der Typ C erreichte bereits bei 2500/min ein maximales Drehmoment von über 850 Nm.
Die Vorderradführung an drehstabgefederter Kurbellenkerachse mit Reibungsstoßdämpfern war eine Porsche-Erfindung, die sich durch geringe Masse und große Robustheit auszeichnete. Die Hinterräder waren an einer Pendelachse mit Längslenkern aufgehängt, die in der Rennsaison 1934/35 von einer Querblattfeder und 1936/37 von Drehstäben abgefedert wurde. Dasselbe Prinzip der Radaufhängung wurde später im VW Käfer in die Großserie übernommen. Die vier Trommeln der Zweikreisbremsanlage waren aus Leichtmetall, Durchmesser 400 mm, Breite der je zwei Bremsbacken 50 mm.
Der Rahmen bestand aus zwei Längsrohren mit einem Durchmesser von 75 mm, die durch ein vorderes Ovalrohr und zwei verschweißte Querrohre sowie eine weitere, mit den Längsrohren verschraubte Querverbindung verbunden waren, auf der Motor und Getriebe lagen. Anfangs leiteten die Längsrohre auch das Kühlwasser vom vorn eingebauten Kühler zum Motor. Ab 1936 wurde jedoch wegen Undichtigkeiten in den Schweißnähten stattdessen Gewebeschläuche für den Kühlwasserumlauf verwendet.
Der Auto Union Typ C war 1936 der erfolgreichste deutsche Grand-Prix-Rennwagen. Er gewann drei von fünf Großen Preisen, die Hälfte der Rundstreckenrennen und alle Bergrennen mit Auto-Union-Beteiligung. Darüber hinaus wurden mit dem Typ C über dreißig Weltrekorde aufgestellt.

### Auto Union Typ D

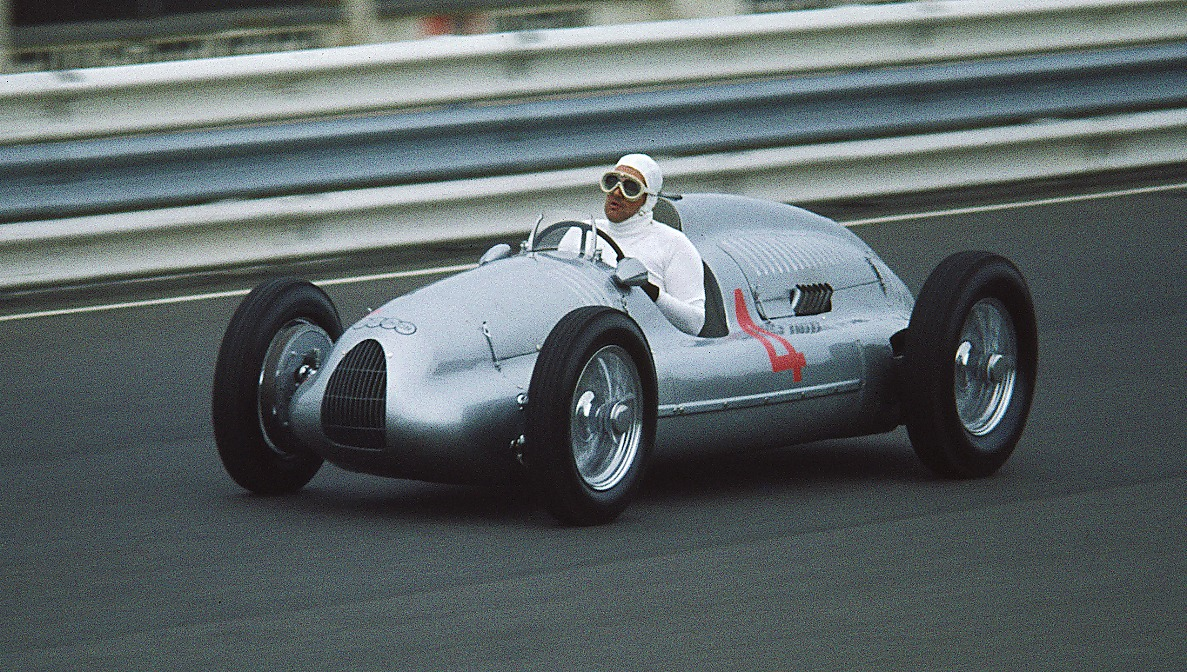
Typ D 1979 auf der Zielgeraden des Nürburgrings, gefahren von Colin Crabbe, bei dem der Wagen restauriert wurde

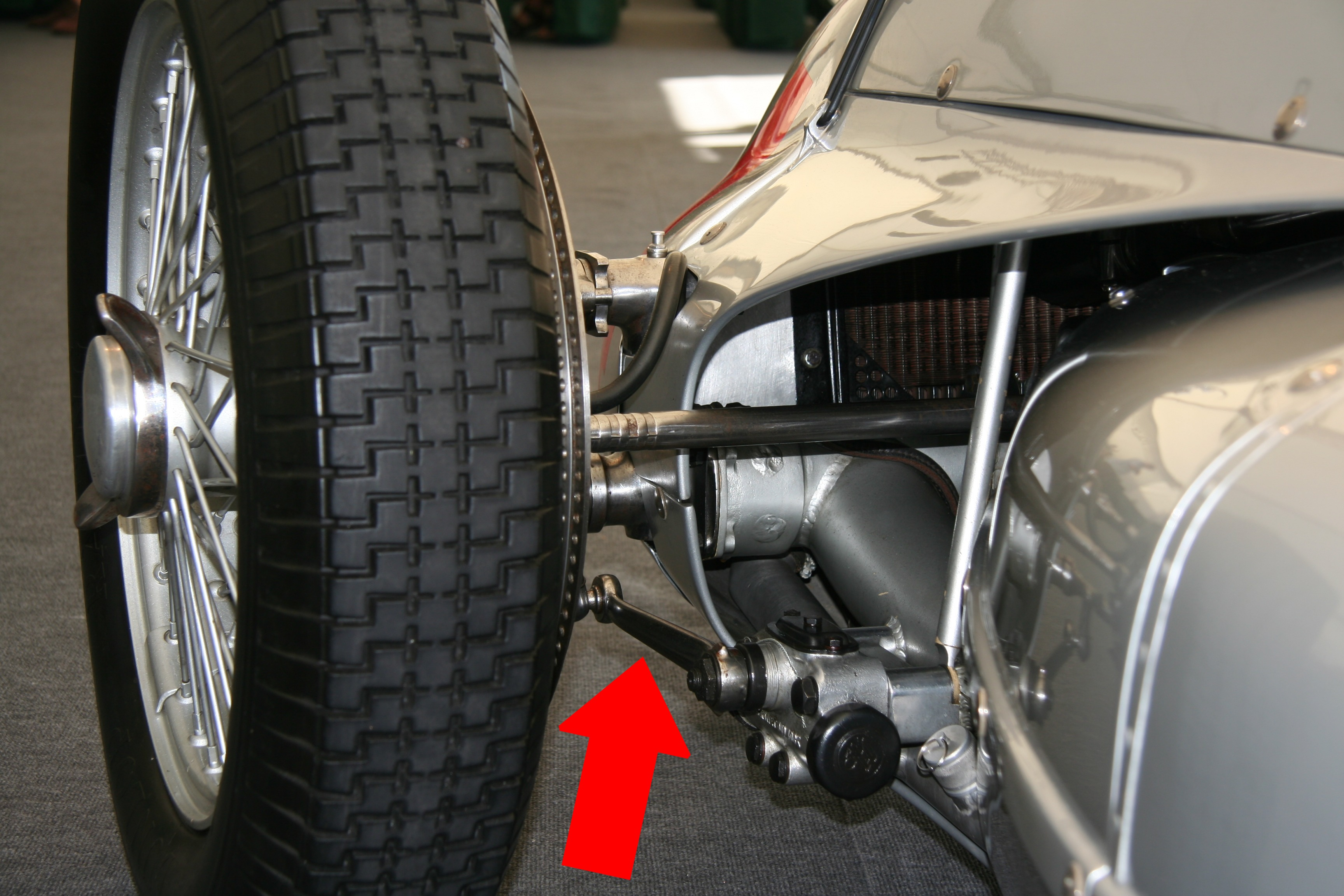
Stoßdämpferhebel des Typs D vorn (Pfeil)

Nach dem Ende der 750-kg-Formel wurde Robert Eberan von Eberhorst Chefentwickler der Auto-Union-Rennabteilung in Zwickau. Unter seiner Leitung wurde 1938/39 der Auto Union D-Typ mit einem Zwölfzylindermotor für die neue Hubraumformel (höchstens 3 l mit oder 4,5 l ohne Kompressoraufladung) entwickelt.
Der neue 3-Liter-Zwölfzylinder-Motor war im Prinzip wie der 16-Zylinder-Motor aufgebaut. Der von 45 auf 60 Grad vergrößerte Zylinderbankwinkel machte nun jedoch drei Nockenwellen zur Ventilsteuerung erforderlich: die mittlere steuerte die Einlassventile beider Zylinderbänke, die beiden äußeren Wellen die Auslassventile. Die von einer Königswelle angetriebene mittlere Nockenwelle trieb ihrerseits die äußeren Nockenwellen über quer liegende Seitenwellen an. Aufgeladen wurde der Motor zunächst von einem Roots-Einstufenkompressor, in der weiteren Entwicklung von einem Roots-Zweistufenkompressor (1,67 atü).
Eine wesentliche Änderung am Fahrwerk war die an Längslenkern und Panhardstab geführte hintere De-Dion-Achse mit Doppelgelenkwellen, längsliegenden Drehstabfedern sowie kombinierten Hydraulik- und Reibungsstoßdämpfern anstelle der Pendelachse der Typen A bis C. Die neue Konstruktion hielt die Spur beim Ein- und Ausfedern konstant. Die vordere Kurbellenkerachse mit Drehstabfederung blieb weitgehend unverändert. Neu waren jedoch hydraulische Hebelstoßdämpfer statt der früheren Reibungsdämpfer. Außerdem wurden die Kurbelarme von 95 auf 140 mm verlängert, um größere Federwege zu erreichen.
Die Bergrennwagen auf der Basis dieses Typs (mit Zwillingsbereifung an der Hinterachse und einem geänderten Achsantrieb) hatten noch das 16-Zylinder-Aggregat des Typs C.

### Rekordfahrzeuge

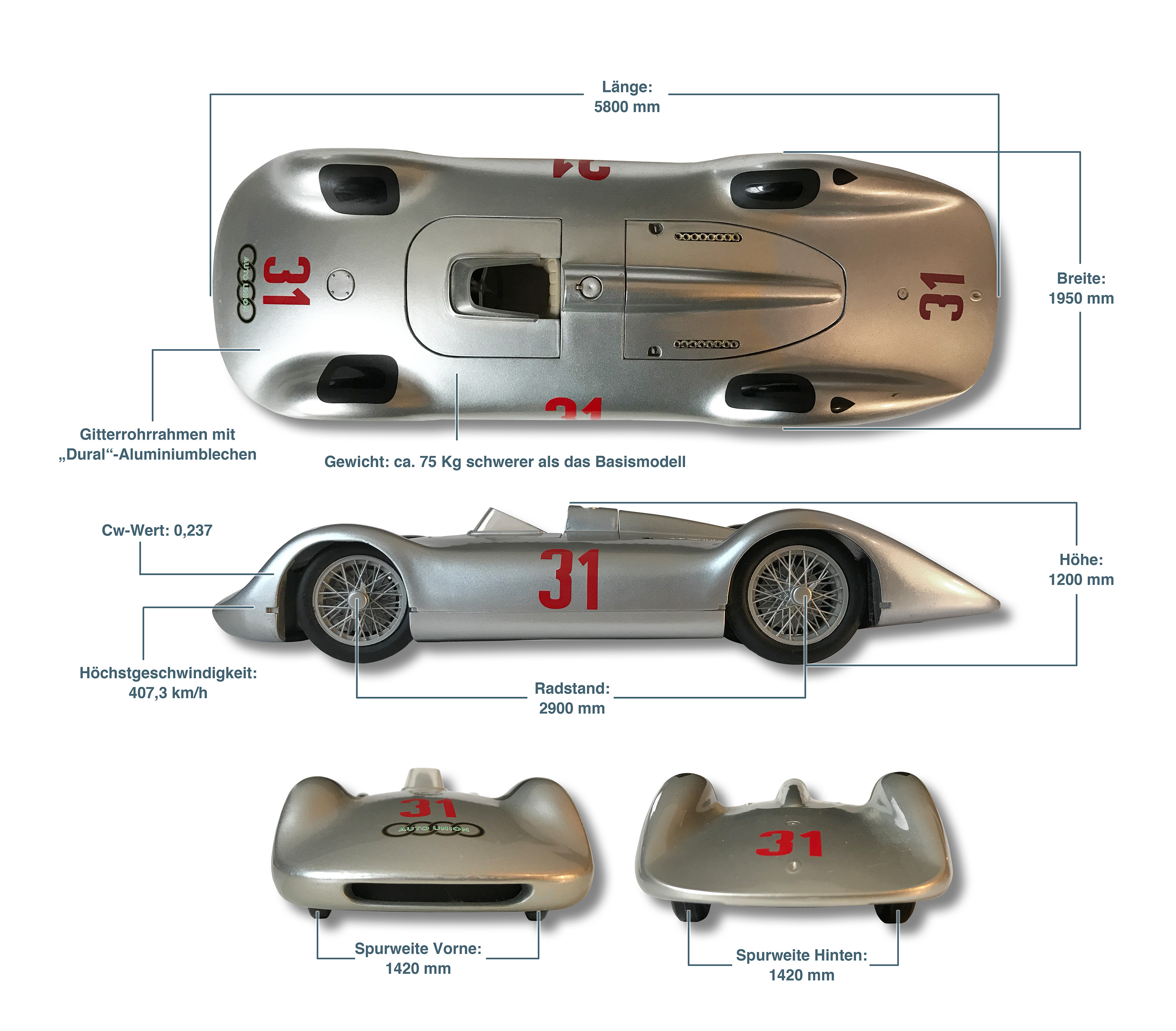
Technische Informationen zum Auto Union Typ C „Stromlinie“

Angesichts des kaum noch zu verbessernden Leistungsgewichtes durch die Motorenentwicklung entschlossen sich die Auto-Union-Techniker zusammen mit den Porsche-Aerodynamikern zur Optimierung der Rennwagenkarosserie. Ende April 1937 wurde diese auf der AVUS in Berlin zum ersten Mal erprobt und dort am 31. Mai 1937 bei ihrem einzigen Rennen eingesetzt. Es wurden bis dahin nicht erreichte Geschwindigkeiten erzielt. Bernd Rosemeyer erzielte einen Trainingsrekord, der nicht zu übertreffen war. Auf der Geraden erreichte er eine Spitzengeschwindigkeit von 380 km/h. Im Juni und Oktober 1937 errang die Auto Union AG mit dem Stromlinien-Silberpfeil Typ C bei Rekordfahrten auf der Reichsautobahn Frankfurt–Heidelberg mehrere Welt- und Klassenrekorde, wobei Rosemeyer als erster Mensch die 400-km/h-Schwelle auf einer normalen Autostraße durchbrach. In der Klasse C (Hubraum von 3000 bis 5000 cm³) wurde er Rekordhalter mit 351,9 km/h.

## Erfolge im Motorsport
Das Rennsport-Engagement brachte unter Hinzurechnung der 3-Liter-Formel folgenden Ertrag: Aus insgesamt 61 Rennen resultierten 24 Siege, 23 zweite und 17 dritte Plätze. Von 23 Bergrennen wurden 18 gewonnen, viermal gewann die Auto Union AG die Bergmeisterschaft, und 1934, 1936 und 1938 wurde die Deutsche Meisterschaft errungen. Die Grundlage für diesen Erfolg der Auto Union AG zwischen 1934 und 1939 waren sowohl der Hochleistungsmotorenbau als auch die konsequente Umsetzung von Aerodynamik und Leichtbau im Automobilrennsport.

## Technische Details

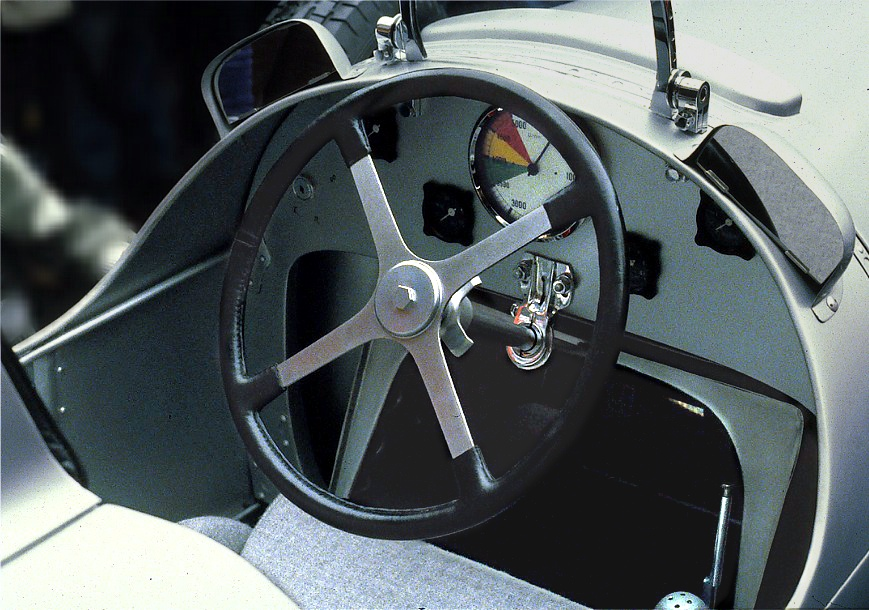
Cockpit des Typ C

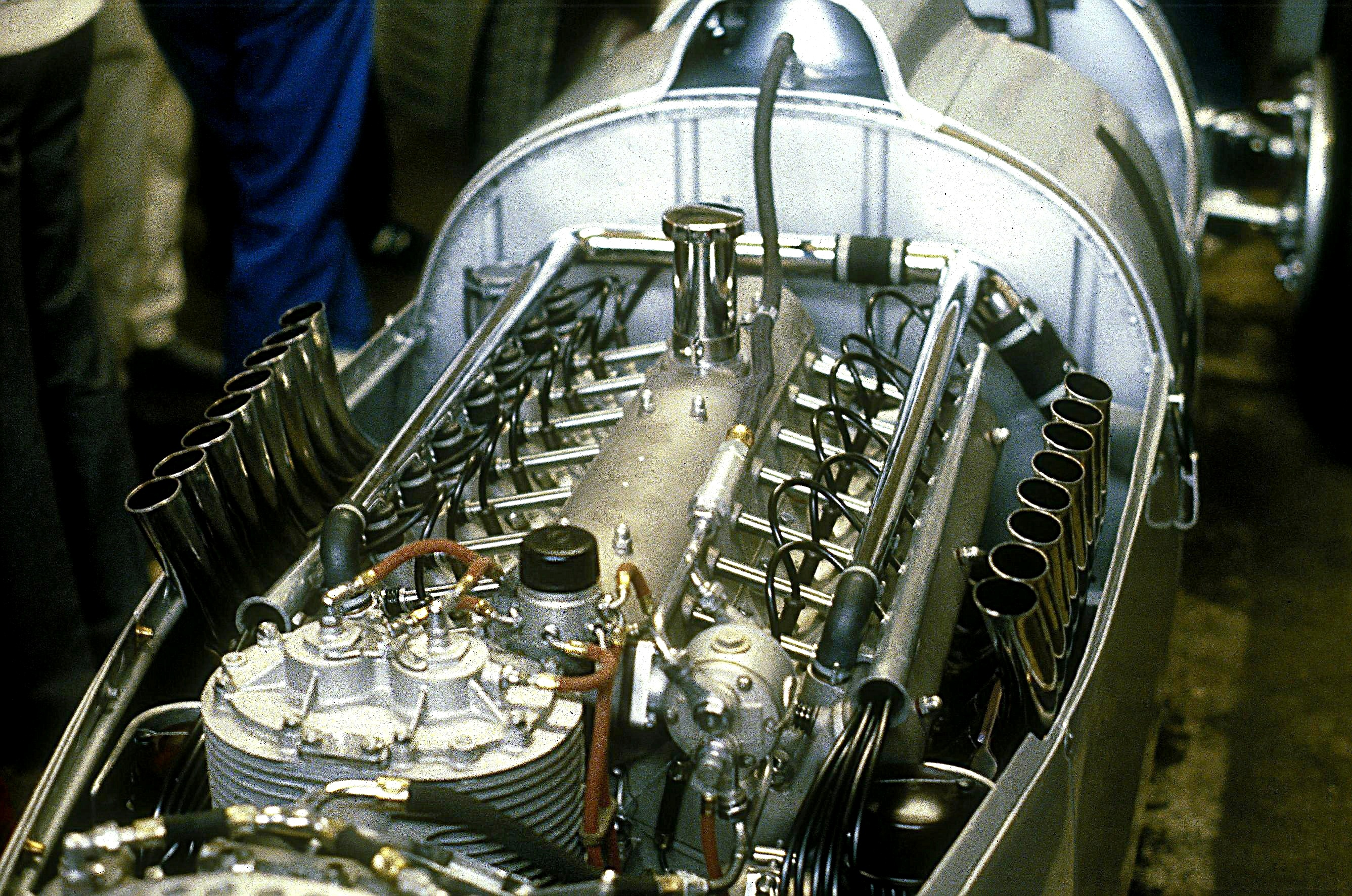
16-Zylinder-Motor des Typ C

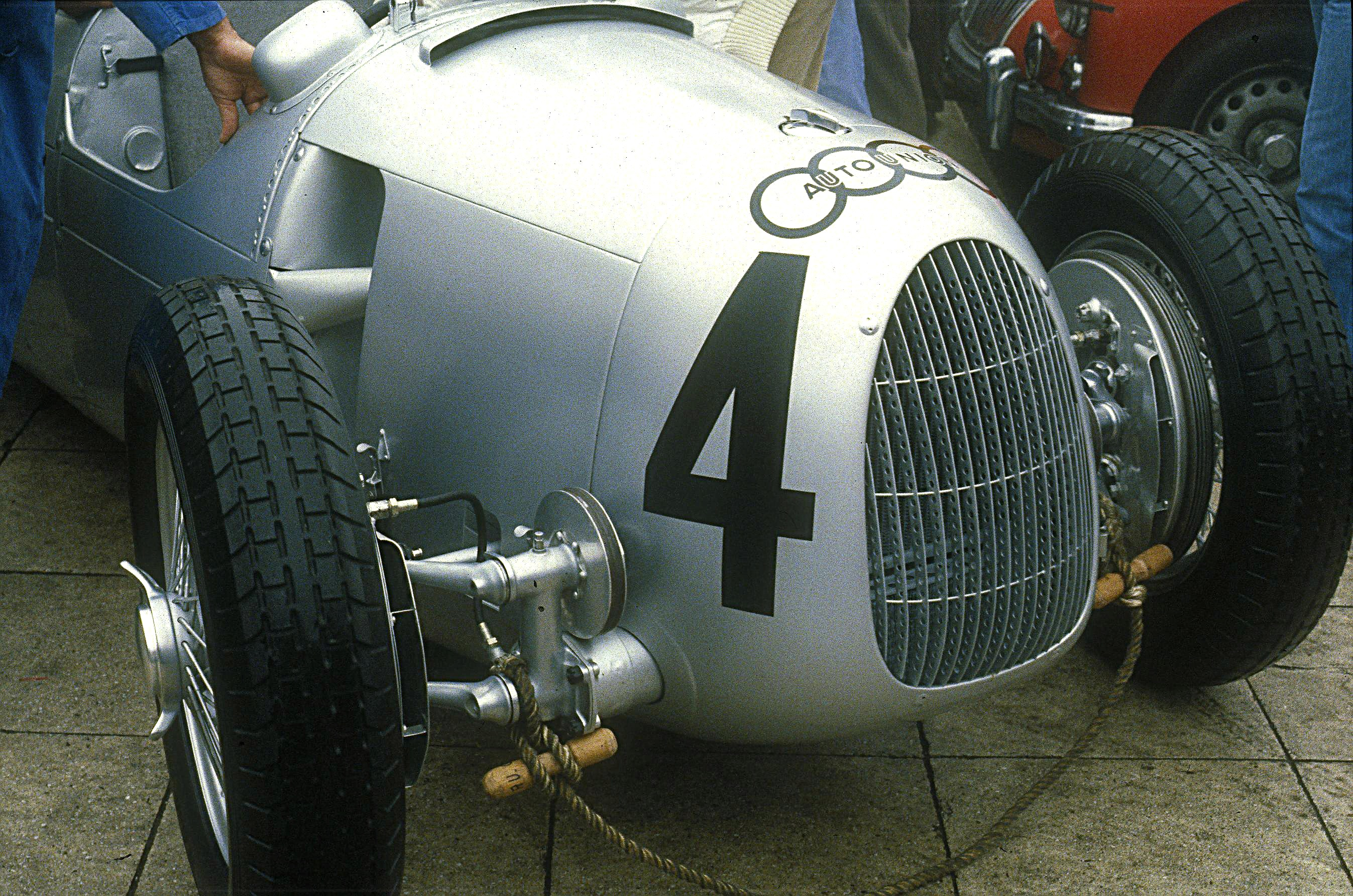
Vorderradaufhängung an Kurbellängslenkern (gleiches Prinzip wie beim etwa zur gleichen Zeit entwickelten KdF-Wagen, dem späteren VW Käfer)

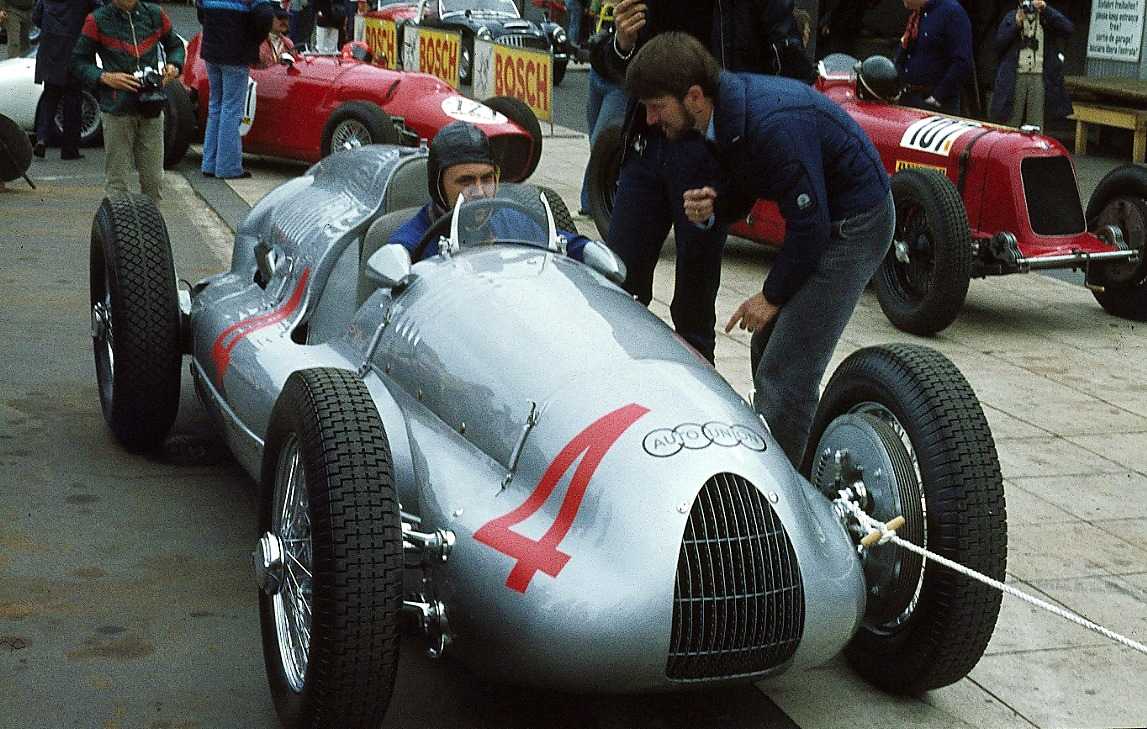
Auto Union Typ D auf dem Nürburgring (1979)

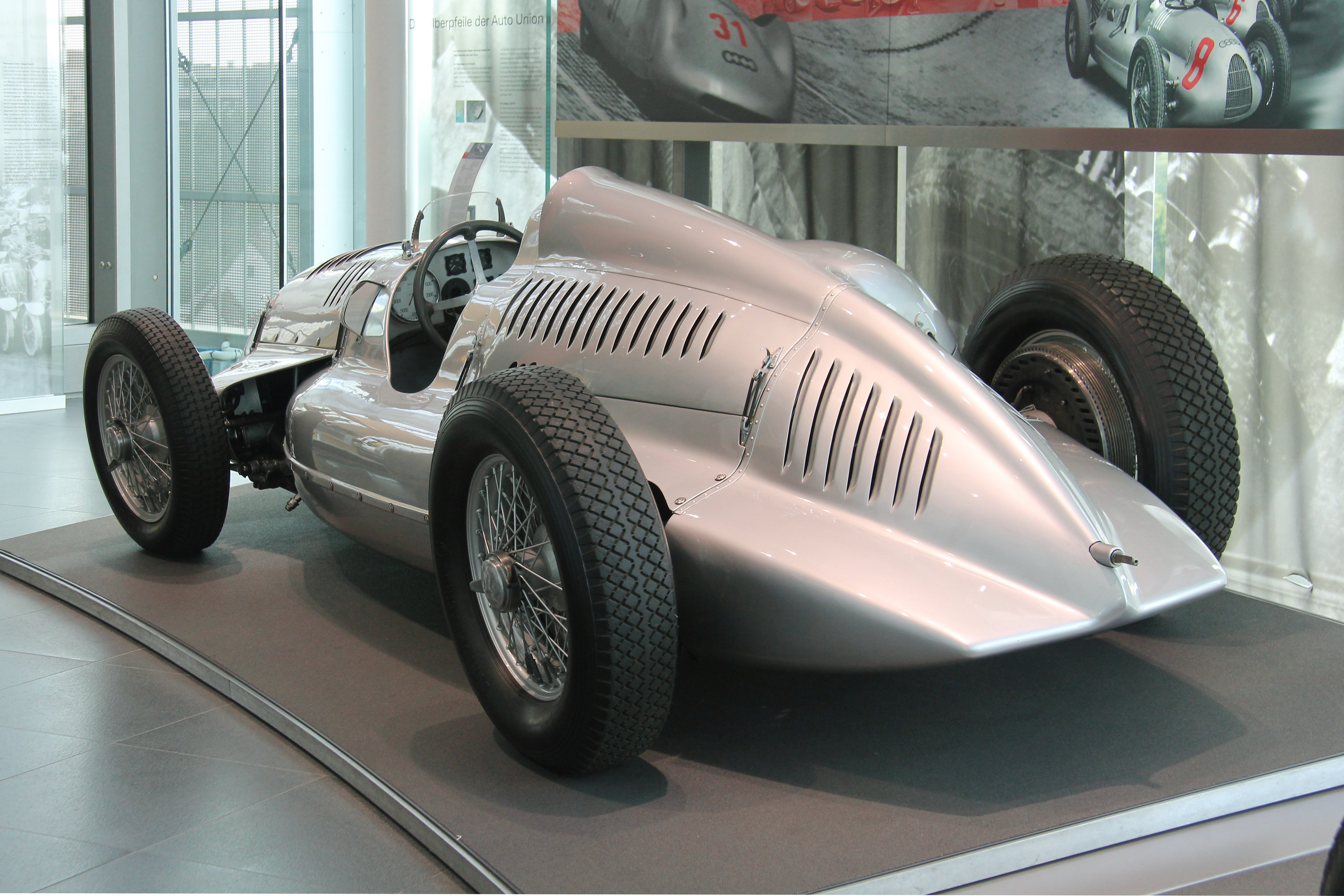
Auto Union Typ D – Rennwagen der Grand-Prix-Europameisterschaft 1939 im museum mobile von Audi in Ingolstadt

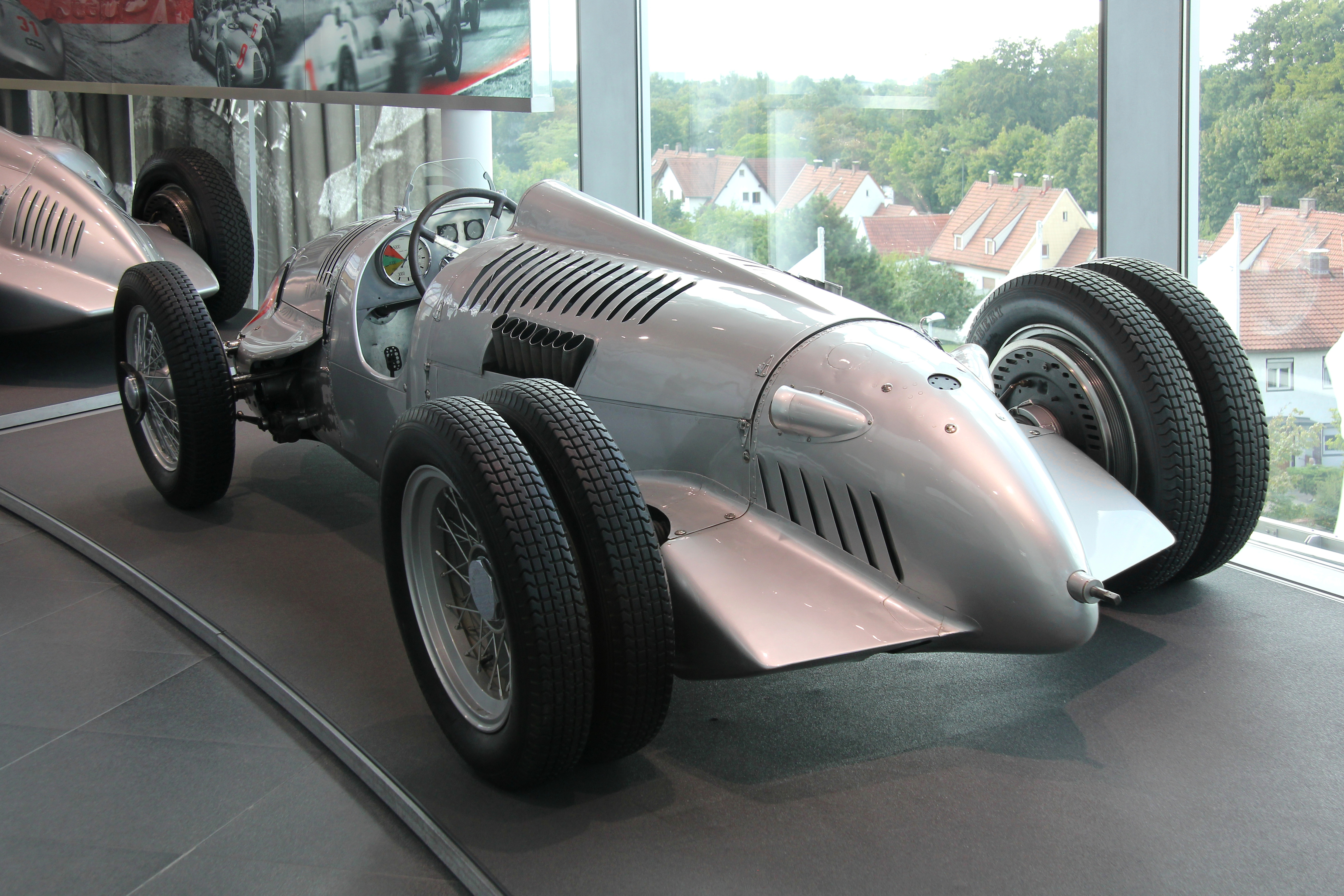
Auto Union Typ C/D Bergrennwagen von 1939: V16-Motor des Typs C mit Fahrwerk des Typs D im museum mobile

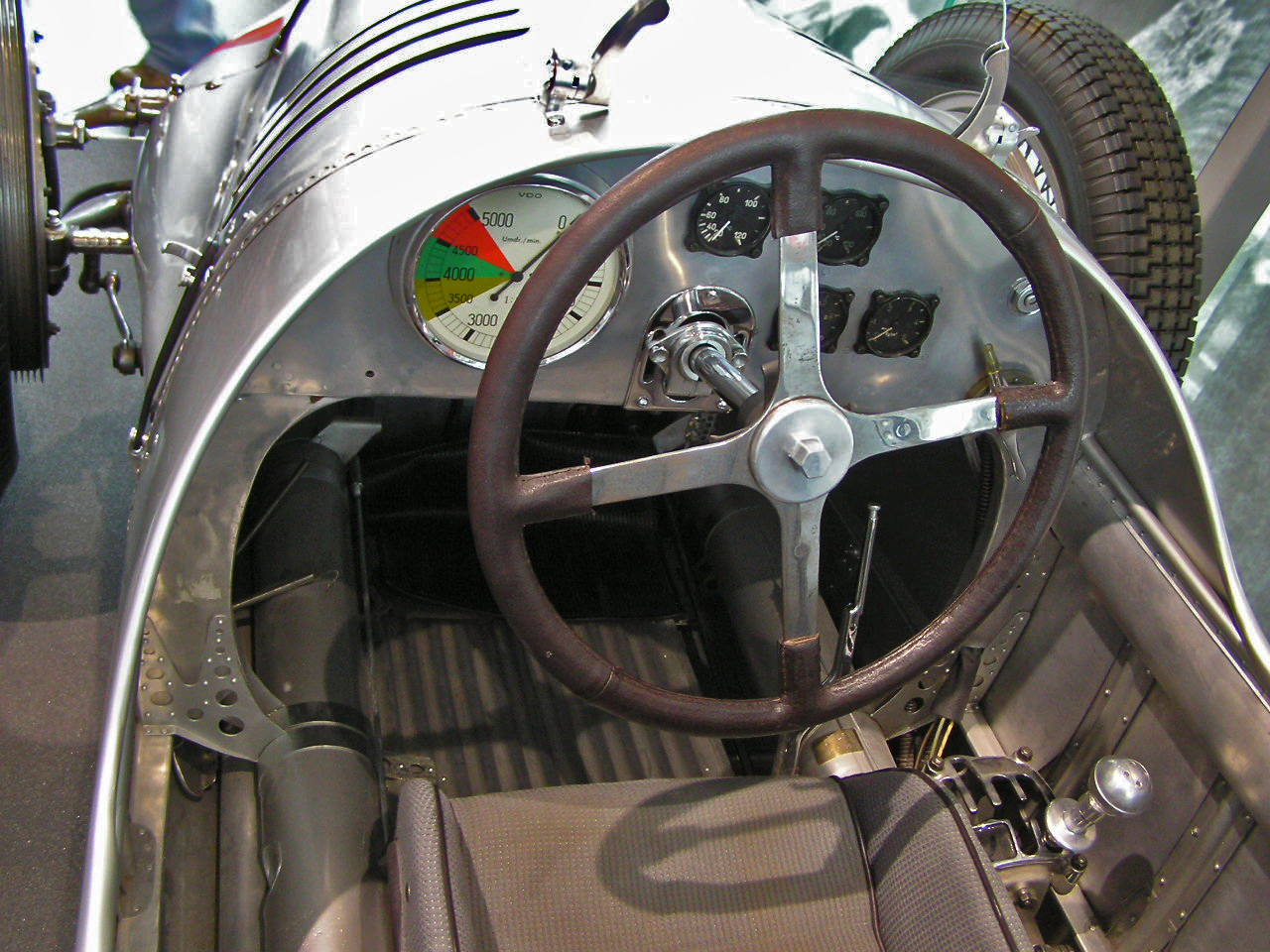
Cockpit des Bergrennwagens Typ C/D

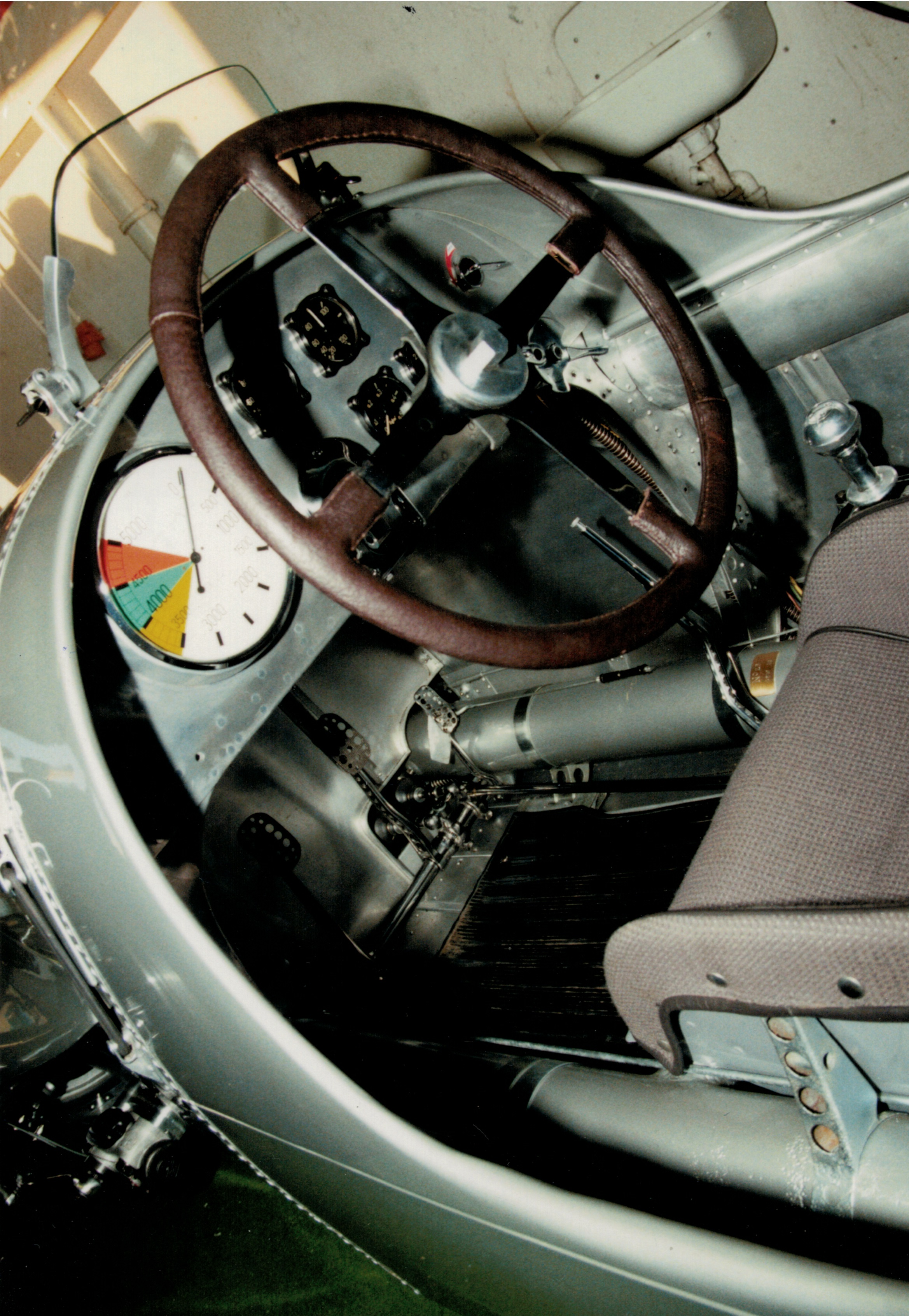
Pedalerie des Bergrennwagens Typ C/D

### Auto-Union-Rennwagen Typ A (1934)
| Kenngrößen            | Daten                                                                               |
| --------------------- | ----------------------------------------------------------------------------------- |
| Motor                 | Sechzehnzylinder-V-Motor, 32 Ventile, 45° Bankwinkel, längs eingebauter Mittelmotor |
| Hubraum               | 4358 cm³                                                                            |
| Bohrung × Hub         | 68 × 75 mm                                                                          |
| Kurbelwelle           | gleitgelagert, einteilig aus Chromnickelstahl                                       |
| Ventilsteuerung       | eine zentrale obenliegende Nockenwelle über den Zylinderköpfen                      |
| Verdichtung           | 7,0 : 1                                                                             |
| Gemischbildung        | zwei Vergaser (Solex)                                                               |
| Aufladung             | ein Roots-Gebläse                                                                   |
| Ladedruck             | max. 0,61 bar (0,60 atü)                                                            |
| Zündanlage            | zwei Zündmagnete                                                                    |
| Leistung              | 295 PS (217 kW) bei 4500/min                                                        |
| Drehmoment            | 530 Nm bei 2700/min                                                                 |
| Getriebe              | Fünfganggetriebe im Heck                                                            |
| Höchstgeschwindigkeit | 280 km/h                                                                            |
| Radaufhängung vorn    | Kurbellängslenker mit quer liegenden Drehstabfedern                                 |
| Radaufhängung hinten  | Pendelachse mit Querblattfedern                                                     |
| Bremsen               | 400-mm-Einnocken-Trommelbremse, System Porsche, hydraulisch betätigt                |
| Stoßdämpfer           | Reibungsdämpfer                                                                     |
| Fahrgestell           | Stahlrohr-Leiterrahmen, Hauptrohr-Durchmesser 75 mm                                 |
| Trockengewicht        | 825 kg                                                                              |

### Auto-Union-Rennwagen Typ B (1935)
| Kenngrößen           | Daten                                               |
| -------------------- | --------------------------------------------------- |
| Motor                | V-16-Mittelmotor, längs eingebaut                   |
| Hubraum              | 4956 cm³                                            |
| Bohrung × Hub        | 72,5 × 75 mm                                        |
| Verdichtung          | 8,95 : 1                                            |
| Kurbelwelle          | wälzgelagert, neunteilig (Hirth-Verzahnung)         |
| Ventilsteuerung      | eine zentrale Nockenwelle                           |
| Aufladung            | ein Roots-Gebläse                                   |
| Ladedruck            | Max. 0,75 bar                                       |
| Leistung             | 375 PS (276 kW) bei 4800/min                        |
| Drehmoment           | 660 Nm                                              |
| Radaufhängung vorn   | Kurbellängslenker mit quer liegenden Drehstabfedern |
| Radaufhängung hinten | Pendelachse mit längs liegenden Drehstabfedern      |

### Auto-Union-Rennwagen Typ C (1936–1937)
| Kenngrößen            | Daten                                                      |
| --------------------- | ---------------------------------------------------------- |
| Motor                 | V-16-Mittelmotor, längs eingebaut, Leichtmetall-Motorblock |
| Hubraum               | 6010 cm³                                                   |
| Bohrung × Hub         | 75 × 85 mm                                                 |
| Verdichtung           | 9,2 : 1                                                    |
| Kurbelwelle           | wälzgelagert                                               |
| Ventilsteuerung       | eine zentrale Nockenwelle                                  |
| Aufladung             | ein Roots-Gebläse                                          |
| Ladedruck             | max. 0,95 bar                                              |
| Leistung              | 485/520 PS (357/382 kW) bei 5000/min                       |
| Drehmoment            | 853 Nm (87 mkp) bei 2500/min                               |
| Getriebe              | Fünfganggetriebe im Heck                                   |
| Höchstgeschwindigkeit | 340 km/h                                                   |
| Karosserie            | Rohrrahmen mit Aluminiumblech                              |
| Radstand              | 2900 mm                                                    |
| Spurweite             | 1420 mm                                                    |
| Länge × Breite × Höhe | 3920 × 1690 × 1020 mm                                      |
| Tankinhalt            | 200 Liter                                                  |
| Trockengewicht        | 824 kg                                                     |

### Auto-Union-Rennwagen Typ D mit Zweistufen-Doppelkompressor (1939)
| Kenngrößen            | Daten (1939)                                                                    |
| --------------------- | ------------------------------------------------------------------------------- |
| Motor                 | Zwölfzylinder-V-Motor, 24 Ventile, 60° Bankwinkel längs eingebauter Mittelmotor |
| Hubraum               | 2990 cm³                                                                        |
| Bohrung × Hub         | 65 × 75 mm                                                                      |
| Kurbelwelle           | wälzgelagert                                                                    |
| Motorsteuerung        | drei obenliegende Nockenwellen: eine in der Mitte, zwei seitlich                |
| Aufladung             | zweistufiges Roots-Gebläse (Doppelkompressor)                                   |
| Ladedruck             | max. 1,67 bar                                                                   |
| Leistung              | 485 PS (357 kW) bei 7000/min                                                    |
| Drehmoment            | 550 Nm (56 mkp) bei 4000/min                                                    |
| Getriebe              | Fünfganggetriebe im Heck                                                        |
| Höchstgeschwindigkeit | 340 km/h                                                                        |
| Radaufhängung vorn    | Kurbellängslenker mit quer liegenden Drehstabfedern                             |
| Radaufhängung hinten  | De-Dion-Achse mit Panhardstab, längs liegende Drehstabfedern                    |
| Bremsen               | Trommelbremsen (vorn/hinten), hydraulisch betätigt                              |
| Stoßdämpfer           | hydraulisch (vorn), kombinierte Hydraulik- und Reibungsdämpfer (hinten)         |
| Fahrgestell           | Stahlrohr-Leiterrahmen (Kastenrahmen)                                           |
| Karosserie            | Aluminium                                                                       |
| Radstand              | 2800 mm                                                                         |
| Spurweite             | 1390 mm                                                                         |
| Länge × Breite × Höhe | 4200 × 1660 × 1060 mm                                                           |
| Trockengewicht        | 850 kg                                                                          |

## Fahrer der Auto-Union-Rennwagen
Fahrer der Auto Union in den Grand-Prix-Rennen 1934 bis 1939 waren:
| Name                     | Rennen |
| ------------------------ | ------ |
| Hans Stuck               | 43     |
| Bernd Rosemeyer          | 33     |
| Achille Varzi            | 21     |
| Rudolf Hasse             | 20     |
| H. P. Müller             | 18     |
| Ernst von Delius         | 14     |
| Tazio Nuvolari           | 12     |
| Hermann zu Leiningen     | 7      |
| August Momberger         | 6      |
| Luigi Fagioli            | 4      |
| Christian Kautz          | 4      |
| Georg Meier              | 4      |
| Wilhelm Sebastian        | 3      |
| Paul Pietsch             | 2      |
| Ulrich Bigalke           | 2      |
| Ernst Günther Burggaller | 1      |

## Verbleib der Fahrzeuge nach dem Krieg
Nach dem Zweiten Weltkrieg wurde ein Teil der noch vorhandenen Auto-Union-Rennwagen von Soldaten der Roten Armee abtransportiert. Bis in die 1970er Jahre war lediglich der Standort eines C-Typs bekannt, den die Auto Union AG dem Deutschen Museum in München zur Ausstellung überlassen hatte. Im Krieg wurde das Auto bei einem Bombenangriff schwer beschädigt und danach lange Zeit ohne Karosserie gezeigt. 1979/80 restaurierte die Audi NSU Auto Union AG diesen C-Typ, überholte unter anderem Motor und Getriebe und ließ die Karosserie rekonstruieren. Beim Oldtimer-Grand-Prix 1980 auf dem Nürburgring stellte Paul Pietsch den wiederhergestellten Wagen dem Publikum vor und fuhr ihn außerdem 1984 bei der Eröffnungsveranstaltung der Grand-Prix-Strecke des Nürburgrings. Im Sommer 1995 wurde die Karosserie in einem Spezialbetrieb in Italien nochmals erneuert. Sie blieb unlackiert, um die handwerkliche Leistung erkennbar zu lassen.
In den frühen 1970er Jahren tauchte ein Ausstellungsfahrzeug eines 1938 V-12 D-Typ mit leerem Motor und Getriebe in Prag auf. Hubertus Graf von Dönhoff kaufte es und präsentierte es erstmals beim Großen Preis von Frankreich 1974 in Dijon. Später verkaufte er ihn an den kalifornischen Geschäftsmann Kerry Payne, welcher ihn zur Restaurierung an den Briten Colin Crabbe gab. Crabbe fuhr ihn beim Oldtimer-Grand-Prix 1979 auf dem Nürburgring.
1975 tauchte ein 16-Zylinder-Bergrennwagen Typ C/D – eine Mischform zwischen C- und D-Typ – in der ZIL-Fabrik auf und wurde von Viktors Kulberg nach Riga gebracht wo ein Museum um das seltene Fahrzeug herum aufgebaut wurde.

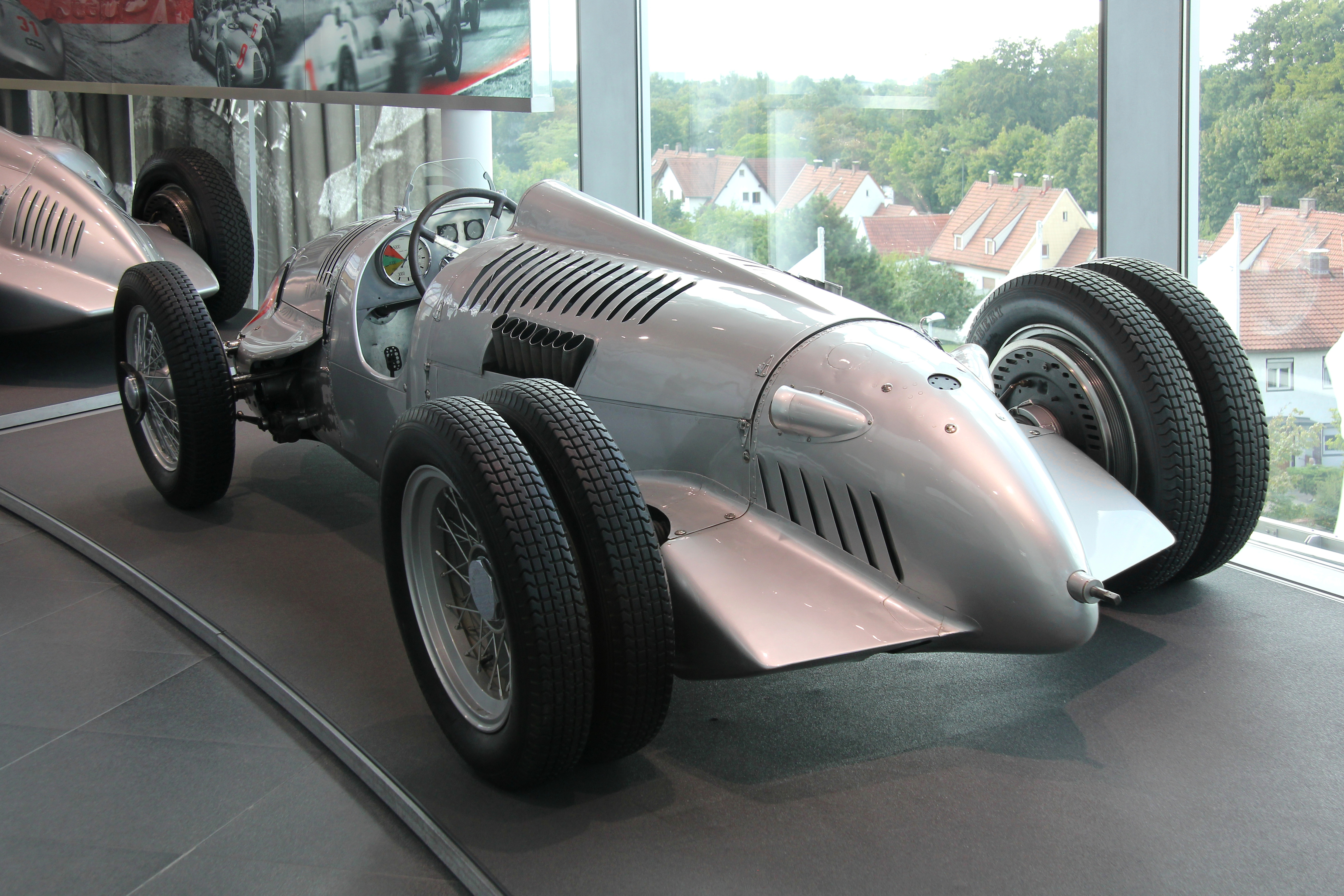
„Riga-Wagen“ im museum mobile von Audi

Zwei weitere Wagen vom Typ D wurden von dem US-amerikanischen Autosammler Paul Karassik wiederentdeckt. In mehreren Reisen gelang es ihm, die Teile durch den „Eisernen Vorhang“ nach Westeuropa zu bringen, von wo sie nach Florida ausgeflogen wurden. 1990 nahm Karassik erste Kontakte zu Fachleuten auf, 1991 auch zur Audi-Traditionsabteilung, die danach als Berater bei der Restaurierung tätig war. Im August 1993 wurde der erste der beiden Rennwagen, ein Jahr später auch der zweite vom englischen Restaurationsbetrieb Crosthwaite & Gardiner, der auch schon konkurrierende Silberpfeile von Mercedes-Benz restauriert hatte wiederhergestellt. Rod Jolley Coachbuilding in England fertigte die Karosserien neu an. Beide Wagen wurden anlässlich der Eifel Klassik am 1. Oktober 1994 auf dem Nürburgring erstmals nach 1939 wieder gefahren. Im Juli 1998 kaufte die Audi AG den 1938er Rennwagen.
Nach der Auflösung der Sowjetunion wurde der Typ C/D von der Audi AG im Tausch gegen eine originalgetreue Kopie erworben. Der englische Restaurationsbetrieb Crosthwaite & Gardiner stellte den „Riga-Wagen“ wieder her und fertigte die Kopie.
Seit 2012 besitzt die Audi AG mit dem Kauf des Typ-D-Doppelkompressorwagens von 1939 aus der „Karassik-Sammlung“ drei von fünf noch existierenden originalen Auto-Union-Rennwagen.
Nach heutigem Kenntnisstand existieren originale Wagen der Typen A oder B nicht mehr.

## Fahrbereite Nachbildungen
Crosthwaite & Gardiner / Rod Jolley Coachbuilding
- Zwei Typ-C-Rennwagen nach der Vorlage des Typs C des Deutschen Museums[19]
- Kopie des Bergrennwagens Typ C/D im Motormuseum von Riga[20]
- Ein Replikat des Stromlinien-Typ-C, mit dem Bernd Rosemeyer am 25. Oktober 1937 den Geschwindigkeitsrekord von 400 km/h auf einer öffentlichen Verkehrsstraße aufstellte.[19]
- Vom Typ A wurde ein Replikat gebaut, das dem belgischen Audi-Importeur D’Ieteren gehört.[19]

## Standmodelle
Die originalgetreue Nachbildung eines Typ-C-Rennwagens ohne Motor und Getriebe wurde am 17. Februar 2011 dem August-Horch-Museum Zwickau übergeben. Sie entstand am historischen Ursprung und kam auf Initiative des Museums-Fördervereins zustande. Das Rennwagenprojekt wurde unter Mitwirkung von berufserfahrenen Senioren des Zwickauer Automobilbaus und Ingenieurpraktikanten der Westsächsischen Hochschule in zwei Baustufen verwirklicht. Konstruktion und Bau nahmen etwas mehr als sieben Jahre Zeit in Anspruch. In das Projekt flossen Spenden einer Reihe von sächsischen Institutionen, Unternehmen und Einzelpersonen ein. Insgesamt wurde damit ein Wert von 1,45 Mio. Euro geschaffen.

## Sonstiges

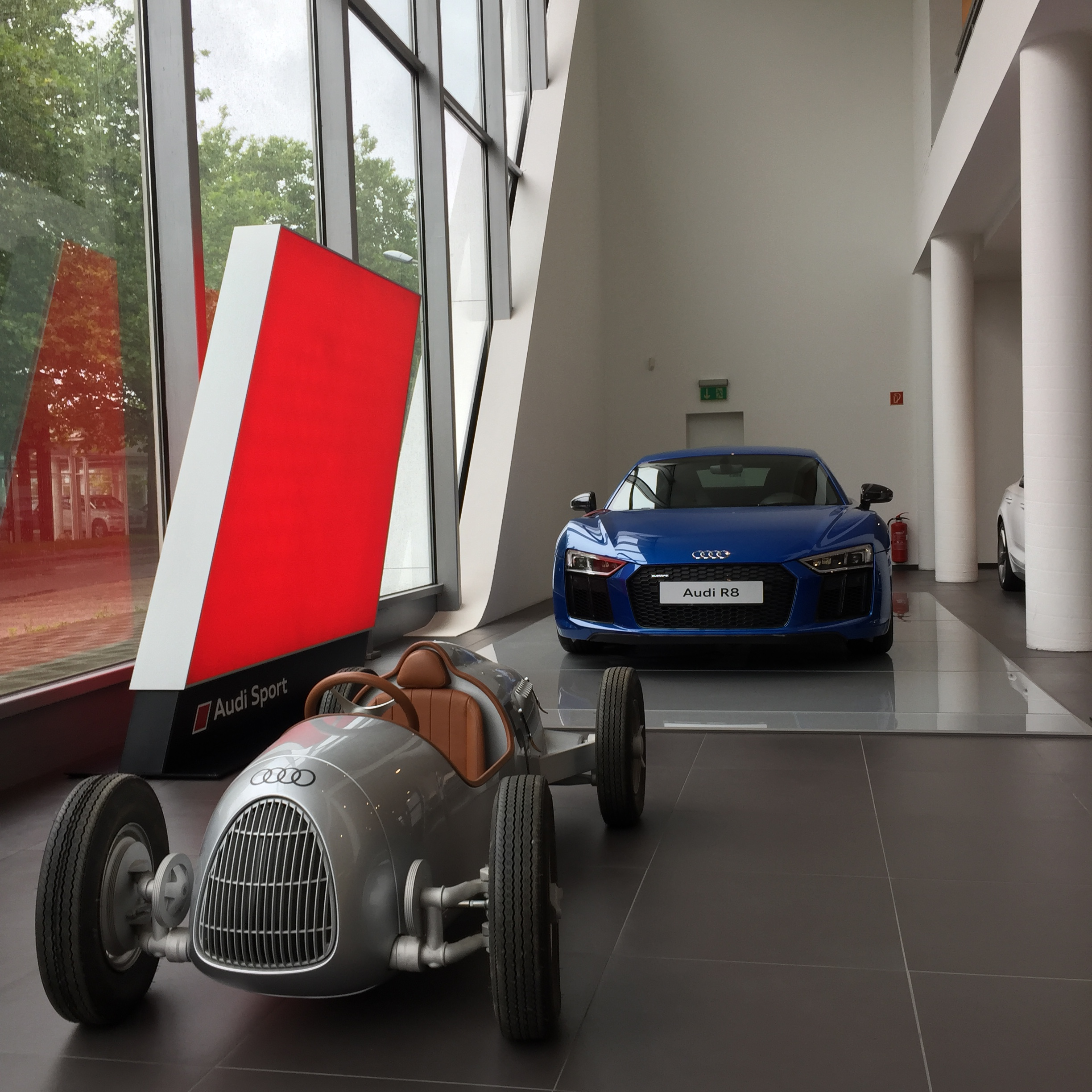
Modell des Typ C im Maßstab 1 : 2 als Tretauto

Bei den in den 1930er Jahren sehr beliebten Bergrennen montierte die Auto Union AG zur Verbesserung der Traktion an der Hinterachse eine Doppelbereifung. Vor allem Hans Stuck schätzte die „Zwillingsräder“ und fuhr zahlreiche Siege ein.
Den Auto Union Typ A produzierte Kurt Becker in Berlin 1947 als Miniaturauto (Modell) im Maßstab 1 : 43.
Die spezielle Karosserie der Stromlinienversion des Typ C erreichte einen hervorragenden cw-Wert von 0,237 und schlug – trotz der extremen Leichtbauweise – mit einem Mehrgewicht von etwa 75 kg gegenüber der Basisversion zu Buche.
Die Audi AG bot 2007 den Typ C als Tretauto im Maßstab 1 : 2 zum Preis von 9.600 Euro an. Es war auf 999 Stück limitiert, wurde von Hand aus Aluminiumblechen auf einem Gitterrohrrahmen gefertigt und besteht aus mehr als 900 Einzelteilen. Es hat Kettenantrieb und hydraulische Doppelscheibenbremsen. Das mit Leder bezogene Cockpit ist (Zitat des Herstellers) „für Kinder bis Körpergröße 1,35 m“ geeignet.

## Dokumentarfilme
- Deutsche Siege in drei Erdteilen. Regie: Ulrich Bigalke, 95 Min., Deutschland 1937.[24]
- Die Audi-Silberpfeile. Produktion: Spiegel TV, 42 Min., Deutschland 2007.[25]
- Hitlers Rennschlachten – Wie die Silberpfeile siegen lernten. Regie: Eberhard Reuß, 45 Min., Deutschland 2009.[26]
- Angriff der Silberpfeile – Die Rennsport Legende kehrt zurück. Produktion: N24, 45 Min., Deutschland 2012.[27]